# Attheyella maxima
Attheyella maxima är en kräftdjursart som först beskrevs av Delachaux 1918.  Attheyella maxima ingår i släktet Attheyella och familjen Canthocamptidae. Inga underarter finns listade i Catalogue of Life.